# Mark Rura
Mark Rura (hebräisch מארק רורה; * 23. Januar 2006) ist ein israelischer Volleyballspieler.

## Karriere
Rura begann seine Karriere an der Wingate Academy und nahm an verschiedenen nationalen Jugendmeisterschaften teil. In der Saison 2023/24 spielte der Außenangreifer beim israelischen Erstligisten Hapoel Kfar Saba. Mit der israelischen Nationalmannschaft, bei der er als Diagonalangreifer eingesetzt wird, gewann er im Sommer 2024 die Silver League. Anschließend wechselte er zum deutschen Bundesligisten Helios Grizzlys Giesen. 2024/25 erreichten die Grizzlys im DVV-Pokal und in den Bundesliga-Playoffs jeweils das Halbfinale. Auch 2025/26 spielt Rura für Giesen.